# Bisbat de Funchal
El bisbat de Funchal (portuguès: Diocese do Funchal; llatí: Dioecesis Funchalensis) és una seu de l'Església catòlica a Portugal, sufragània del Patriarcat de Lisboa.
Al 2021 comptava amb 250.300 batejats d'un total de 261.806 habitants. Actualment està regida pel bisbe Nuno Brás da Silva Martins.

## Territori
La diòcesi comprèn l'arxipèlag de Madeira.
La seu episcopal és la ciutat de Funchal, on es troba la catedral de l'Assumpció de Maria Verge
El territori s'estén sobre 801 km² i està dividit en 96 parròquies, agrupades en 7 arxiprestats: Calheta, Câmara de Lobos, Funchal, Machico i Santa Cruz, Ribeira Brava i Ponta do Sol, Santana, São Vicente i Porto Moniz.

## Història
L'arxipèlag de Madeira va ser descobert l'any 1420 pel navegant João Gonçalves Zarco, que en va prendre possessió en nom del rei de Portugal. La colonització de les illes, encara deshabitades, va començar de seguida, així com la construcció de les primeres esglésies; la jurisdicció temporal i espiritual es va confiar inicialment a l'Orde de Crist, que governava l'arxipèlag des de la seva seu a Tomar. El 1456 el papa Cal·lixt III va declarar l'arxipèlag nullius dioecesis, dependent del Mestre General de l'Orde.
La diòcesi es va erigir el 12 de gener de 1514 amb la butlla Pro excellenti praeeminentia del papa Lleó X Originàriament era sufragània de l'arxidiòcesi de Lisboa (ara patriarcat), i tenia jurisdicció sobre tots els territoris descoberts pels portuguesos als oceans Atlàntic i Índic.
El 31 de gener de 1533 va cedir una part del seu territori per a l'erecció de la diòcesi de Santiago de Cap Verd i al mateix temps va ser elevada al rang d'arxidiòcesi metropolitana. Va ser la metròpoli més gran del món, que incloïa el Brasil, l'Índia i tot l'Est i gairebé tota l'Àfrica, més enllà de les Açores i Madeira. El 3 de novembre de 1534 va cedir altres porcions de territori en benefici de l'erecció de les diòcesis d'Angra, de Goa i de São Tomé i Príncipe.
La dignitat primacial de la seu de Funchal, amb les seves sufragànies d'Angra, Cap Verd, São Tomé i Goa, va ser confirmada pel papa Pau III amb la butlla Romani Pontificis del 8 de juliol de 1539.
El 23 de febrer de 1551 va cedir una part més de territori en benefici de l'erecció de la diòcesi de San Salvador de Bahia, la primera diòcesi brasilera.
El 3 de juliol de 1551 va deixar de ser arxidiòcesi metropolitana i va tornar a ser una diòcesi sufragània de l'arxidiòcesi de Lisboa. A partir d'aquest moment, la diòcesi de Funchal va ser també sotmesa al padroado reial . El 1560, la fortificació portuguesa d'Arguim al continent africà va ser annexada a la diòcesi.
Durant tot aquest període els bisbes no havien desembarcat mai a l'illa de Madeira, sinó que havien pres possessió de la diòcesi a través de procuradors. El primer a visitar la seva Església va ser el dominic Jorge de Lemos (1556 - 1569), que va iniciar una seriosa organització de la diòcesi d'acord amb les directrius del Concili de Trento, obra que va continuar els seus successors, Jerónimo Barreto i Luís. de Figueiredo i Lemos, que van reunir els primers sínodes diocesans. Jerónimo Barreto també va ser el responsable de l'organització del seminari, ja establert l'any 1566 .
El 22 de gener de 1842 Funchal va cedir una altra part del seu territori en benefici de l'erecció de la prefectura apostòlica de les Dues Guinées i de la Senegambia (actualment arxidiòcesi de Libreville).
Fins a principis del segle xx els bisbes de Funchal portaven el títol de bisbes de Madeira, de Porto Santo, de Desertes i d'Arguim.

## L'escut

Escut de la diòcesi

El 23 de març de 2019, la Diòcesi va anunciar el seu escut. a través de la seva pàgina de Facebook i en una nota històrica a la seva pàgina web Les armes van ser dissenyades per Miguel Pinto-Correia seguint la carta oberta de l'economista al bisbe publicada a JM-Madeira, suggerint que la Diòcesi hauria d'adoptar un escut en el 600 aniversari del descobriment de Madeira.

### Simbologia
Escut terciat en mantell: 
- El primer en Vermell amb un llibre d'Or obert, a la pàgina dreta un Alfa de Vermell i a la pàgina sinistra un Omega del mateix; representa el patró principal de la diòcesi de Funchal, l'apòstol San Jaume Menor. Va escriure una de les epístoles del Nou Testament. Va ser el primer bisbe de Jerusalem i va morir martiritzat l'any 62. El color vermell és símbol de la vida feta un do i servei, amb valentia i fortalesa.
- El segon en blau amb una estrella de plata de 8 puntes, representa la patrona secundària de la diòcesi, Nossa Senhora do Monte. El fons blau assenyala la cura materna de la Mare de Déu, l'estrella que ens porta a Jesús.
- El tercer en Or amb la Creu de l'Orde de Crist sobre ones de plata i blau. Representa la centralitat de Crist i la missió de l'Església d'anar a la missió d'anunciar l'Evangeli de l'Esperança. L'or simbolitza la grandesa de la Fe La Creu de l'Orde de Crist sota l'or és un homenatge al mateix Orde i a la Regió Autònoma de Madeira. També recorda els vaixells portuguesos que van trencar les onades en la gran aventura de l'Evangelització. Les onades representen no només el nostre mar que abraça la terra de les nostres illes, sinó també els nostres emigrants, repartits pels quatre racons de la terra i la missió evangelitzadora de l'Església.

Llista blanca, col·locada sobre l'escut, en majúscules, en negre: DIOCESE DO FUNCHAL.

## Cronologia episcopal
- Diogo Pinheiro † (12 de juny de 1514 - 1526 mort)
  - Sede vacante (1526-1533)
- Martinho de Portugal † (10 de febrer de 1533 - 15 de novembre de 1547 mort)[9]
  - Sede vacante (1547-1551)
- Gaspar do Casal, O.E.S.A. † (3 de juliol de 1551 - 9 de març de 1556 nomenat bisbe de Leiria)
- Jorge de Lemos, O.P. † (9 de març de 1556 - 1569 renuncià)
- Fernando de Távora, O.P. † (14 de novembre de 1569 - 1573 renuncià)
- Jerónimo Barreto † (27 d'abril de 1573 - 3 de juny de 1585 nomenat bisbe de Faro)
- Luís de Figueiredo e Lemos † (11 de desembre de 1585 - 26 de novembre de 1608 mort)
  - António de Sea, O. Cart † (16 de setembre de 1609 - 1609 mort) (bisbe electe)[10]
- Lourenço de Távora, O.F.M.Cap. † (27 de gener de 1610 - 18 de setembre de 1617 nomenat bisbe d'Elvas)
- Jerónimo Fernando † (18 de febrer de 1619 - 2 de maig de 1650 mort)
  - Sede vacante (1650-1670)
- Gabriel de Almeida, O.Cist. † (15 de desembre de 1670 - 13 de juliol de 1674 mort)
- António Teles da Silva, O.S.B. † (17 de desembre de 1674 - 14 de febrer de 1682 mort)
- Estevão Brioso de Figueiredo † (27 de setembre de 1683 - 20 de maig de 1689 mort)
- José de Santa Maria Saldanha, O.F.M.Disc. † (6 de març de 1690 - 17 de desembre de 1696 nomenat bisbe de Porto)
- José de Sousa Castelo Branco † (27 de gener de 1698 - 18 de febrer de 1725 renuncià)
- Manuel Coutinho, O.Christ. † (21 de febrer de 1725 - 2 de gener de 1741 nomenat bisbe de Lamego)
- João do Nascimento, O.F.M.Ref. † (2 de gener de 1741 - 5 de novembre de 1753 mort)
- Gaspar Afonso da Costa Brandão † (19 de juliol de 1756 - 28 de gener de 1784 mort)
- José da Costa e Torres † (14 de febrer de 1785 - 24 de juliol de 1797 nomenat bisbe d'Elvas)
- Luis Rodrigues Vilares † (24 de juliol de 1797 - 1810 mort)
  - Sede vacante (1810-1819)
- João Joaquim Bernardino de Brito † (23 d'agost de 1819 - 26 de juliol de 1820 mort)
- Francisco José Rodrigues de Andrade † (24 de setembre de 1821 - 2 de maig de 1838 mort)
  - Sede vacante (1838-1843)
- José Xavier de Cerveira e Sousa † (22 de gener de 1844 - 28 de setembre de 1849 nomenat bisbe de Beja)
- Manuel Martins Manso † (20 de maig de 1850 - 18 de març de 1858 nomenat bisbe de Guarda)
- Patrício Xavier de Moura † (15 d'abril de 1859 - 19 de setembre de 1872 mort)
- Aires de Ornelas de Vasconcelos † (19 de setembre de 1872 - 17 de novembre de 1874 nomenat arquebisbe de Goa)
- Manuel Agostinho Barreto † (29 de setembre de 1876 - 25 de juny de 1911 mort)
  - Sede vacante (1911-1914)
- António Emanuele Pereira Ribeiro † (2 d'octubre de 1914 - 22 de març de 1957 mort)
- David de Sousa, O.F.M. † (23 de setembre de 1957 - 15 de novembre de 1965 nomenat arquebisbe d'Évora)
- João Antonio da Silva Saraiva † (21 de novembre de 1965 - 28 de juny de 1972 nomenat bisbe de Coimbra)
- Francisco Antunes Santana † (18 de març de 1974 - 5 de març de 1982 mort)
- Teodoro de Faria (10 de març de 1982 - 8 de març de 2007 jubilat)
- António José Cavaco Carrilho (8 de març de 2007 - 12 de gener de 2019 jubilat)
- Nuno Brás da Silva Martins, dal 12 de gener de 2019

## Estadístiques
A finals del 2021, la diòcesi comptava amb 250.300 batejats sobre una població de 261.806 persones, equivalent al 95,6% del total.
| any  | població | població | població | sacerdots | sacerdots       | sacerdots       | sacerdots             | diàques | religiosos | religiosos | parroquies |
| ---- | -------- | -------- | -------- | --------- | --------------- | --------------- | --------------------- | ------- | ---------- | ---------- | ---------- |
| any  | batejats | total    | %        | total     | clergat secular | clergat regular | batejats por sacerdot | diàques | homes      | dones      |            |
| 1948 | 247.797  | 250.124  | 99,1     | 119       | 107             | 12              | 2.082                 |         | 29         | 392        | 50         |
| 1970 | 269.100  | 270.200  | 99,6     | 147       | 121             | 26              | 1.830                 |         | 46         | 497        | 102        |
| 1980 | 270.000  | 300.000  | 90,0     | 128       | 99              | 29              | 2.109                 | 1       | 58         | 566        | 102        |
| 1990 | 297.000  | 320.000  | 92,8     | 109       | 79              | 30              | 2.724                 | 3       | 56         | 481        | 102        |
| 1999 | 277.000  | 285.000  | 97,2     | 106       | 76              | 30              | 2.613                 | 2       | 45         | 440        | 96         |
| 2000 | 279.000  | 287.700  | 97,0     | 112       | 77              | 35              | 2.491                 | 2       | 48         | 430        | 96         |
| 2001 | 279.000  | 288.000  | 96,9     | 106       | 76              | 30              | 2.632                 | 3       | 45         | 371        | 96         |
| 2002 | 280.000  | 292.000  | 95,9     | 103       | 76              | 27              | 2.718                 | 5       | 42         | 360        | 96         |
| 2003 | 280.000  | 292.000  | 95,9     | 102       | 72              | 30              | 2.745                 | 3       | 66         | 280        | 96         |
| 2004 | 280.000  | 292.000  | 95,9     | 103       | 75              | 28              | 2.718                 | 2       | 48         | 280        | 96         |
| 2006 | 270.000  | 282.000  | 95,7     | 104       | 72              | 32              | 2.596                 | 2       | 49         | 240        | 96         |
| 2013 | 268.000  | 278.000  | 96,4     | 103       | 78              | 25              | 2.601                 | 2       | 40         | 180        | 96         |
| 2016 | 257.000  | 268.000  | 95,9     | 98        | 70              | 28              | 2.622                 |         | 33         | 141        | 96         |
| 2019 | 255.500  | 266.700  | 95,8     | 93        | 68              | 25              | 2.747                 |         | 31         | 129        | 96         |
| 2021 | 250.300  | 261.806  | 95,6     | 98        | 73              | 25              | 2.554                 |         | 28         | 110        | 96         |